# 笑売繁盛!
『笑売繁盛!』（しょうばいはんじょう）は、一部日本テレビ系列局で放送されていた日本テレビ製作のバラエティ番組。製作局の日本テレビでは1991年10月6日から1992年9月27日まで、毎週日曜 17:00 - 17:15 （日本標準時）に放送。

## 番組内容
司会の桑野信義が軽くフリートークをした後、若手のお笑いタレントたちが約5分間ネタを披露。その後、桑野たちがネタへの感想などを語るという構成だった。実質的な放送時間は12分程度であり、『笑点』が始まる17:20までの8分間は「日本テレビガイド」と呼ばれるCM枠に割り当てられていた。

## 出演者

### 司会
- 桑野信義
- モト冬樹

### レギュラー
- みかずき組
- ジュンカッツ
- 王様とろばの耳
- LAUGH-BOX

### ネタ見せ出演
- 大川興業
- ダチョウ倶楽部
- ジョーク・アベニュー
- 象さんのポット
- ジャドーズ
- 爆笑問題
- ホンジャマカ
- バラライカ
- バカルディ（現・さまぁ〜ず）
- デンジャラス
- コロンボ
- テンション
- 相馬ひろみ
- ビシバシステム
- 海砂利水魚（現・くりぃむしちゅー） - 彼らの出演映像は、上田晋也がボケ担当だった時代の映像として使われることがある。
- へらちょんぺ
- 金谷ヒデユキ
- U-turn - 彼らの出演映像は、土田晃之がテレビ初出演を果たした映像として使われたことがある。
- 欽塾
- ARARA
- ピグミーズ（後にビーチーズへ改名）
- ほか

## ネット局
| 放送対象地域   | 放送局         | 系列                                         | 放送時間                    | 備考   |
| -------------- | -------------- | -------------------------------------------- | --------------------------- | ------ |
| 関東広域圏     | 日本テレビ     | 日本テレビ系列                               | 日曜 17:00 - 17:15          | 製作局 |
| 岩手県         | テレビ岩手     | 日本テレビ系列                               | 日曜 17:00 - 17:15          |        |
| 宮城県         | ミヤギテレビ   | 日本テレビ系列                               | 日曜 17:00 - 17:15          |        |
| 新潟県         | テレビ新潟     | 日本テレビ系列                               | 日曜 17:00 - 17:15          |        |
| 山梨県         | 山梨放送       | 日本テレビ系列                               | 日曜 17:00 - 17:15          |        |
| 静岡県         | 静岡第一テレビ | 日本テレビ系列                               | 日曜 17:00 - 17:15          |        |
| 石川県         | テレビ金沢     | 日本テレビ系列                               | 日曜 17:00 - 17:15          |        |
| 鳥取県・島根県 | 日本海テレビ   | 日本テレビ系列                               | 日曜 17:00 - 17:15          |        |
| 高知県         | 高知放送       | 日本テレビ系列                               | 金曜 23:55 - 0:10           |        |
| 熊本県         | 熊本県民テレビ | 日本テレビ系列                               | 土曜 11:45 - 12:00          |        |
| 大分県         | テレビ大分     | 日本テレビ系列 フジテレビ系列 テレビ朝日系列 | 日曜 16:25 - 16:40          |        |
| 鹿児島県       | 鹿児島テレビ   | 日本テレビ系列 フジテレビ系列                | 金曜 23:55 - 0:10           |        |
| 沖縄県         | 琉球放送       | TBS系列                                      | 木曜（水曜深夜）1:05 - 1:20 |        |